# Cratere Kulik
Kulik è un cratere lunare di 60,46 km situato nella parte nord-orientale della faccia nascosta della Luna.
Il cratere è dedicato al mineralogista sovietico Leonid Alekseevič Kulik.

## Crateri correlati
Alcuni crateri minori situati in prossimità di Kulik sono convenzionalmente identificati, sulle mappe lunari, attraverso una lettera associata al nome.
| Kulik | Coordinate             | Diametro (in km) |
| ----- | ---------------------- | ---------------- |
| J     | 40°22′12″N 151°44′24″W | 46,84            |
| K     | 38°49′48″N 151°45′36″W | 43,02            |
| L     | 40°30′00″N 153°39′36″W | 31,58            |